# Royal Maritime Auxiliary Service

Insegna della Royal Maritime Auxiliary Service

La  Royal Maritime Auxiliary Service (RMAS) era un'agenzia governativa britannica che svolgeva un'attività di supporto alla Royal Navy con una serie di navi civili.

## Organizzazione
La RMAS si fuse con la precedente Port Auxiliary Service nel 1976 per formare una componente della Naval Service conosciuta come Marine Services e che fornisce servizio di supporto per la Royal Navy. Un'altra componente della Marine Services è la Royal Fleet Auxiliary.
Il campo di interesse della Marine Services fu appaltato a ditte private dalla Warship Support Agency del Ministero della Difesa (MoD, Ministry of Defence) inglese (ora assorbita dalla organizzazione Defence Equipment & Support organisation) e dal 1996 rimorchiatori, gru galleggianti, varie navi appoggio e la gestione delle HMNB (Her Majesty Naval Base, base navale di Sua Maestà) di Devonport, Portsmouth e Clyde sono state gestite dalla Serco Denholm. Serco fu l'assegnataria preferenziale per il successivo contratto e la RMAS venne disciolta il 31 marzo 2008.

## Unità navali

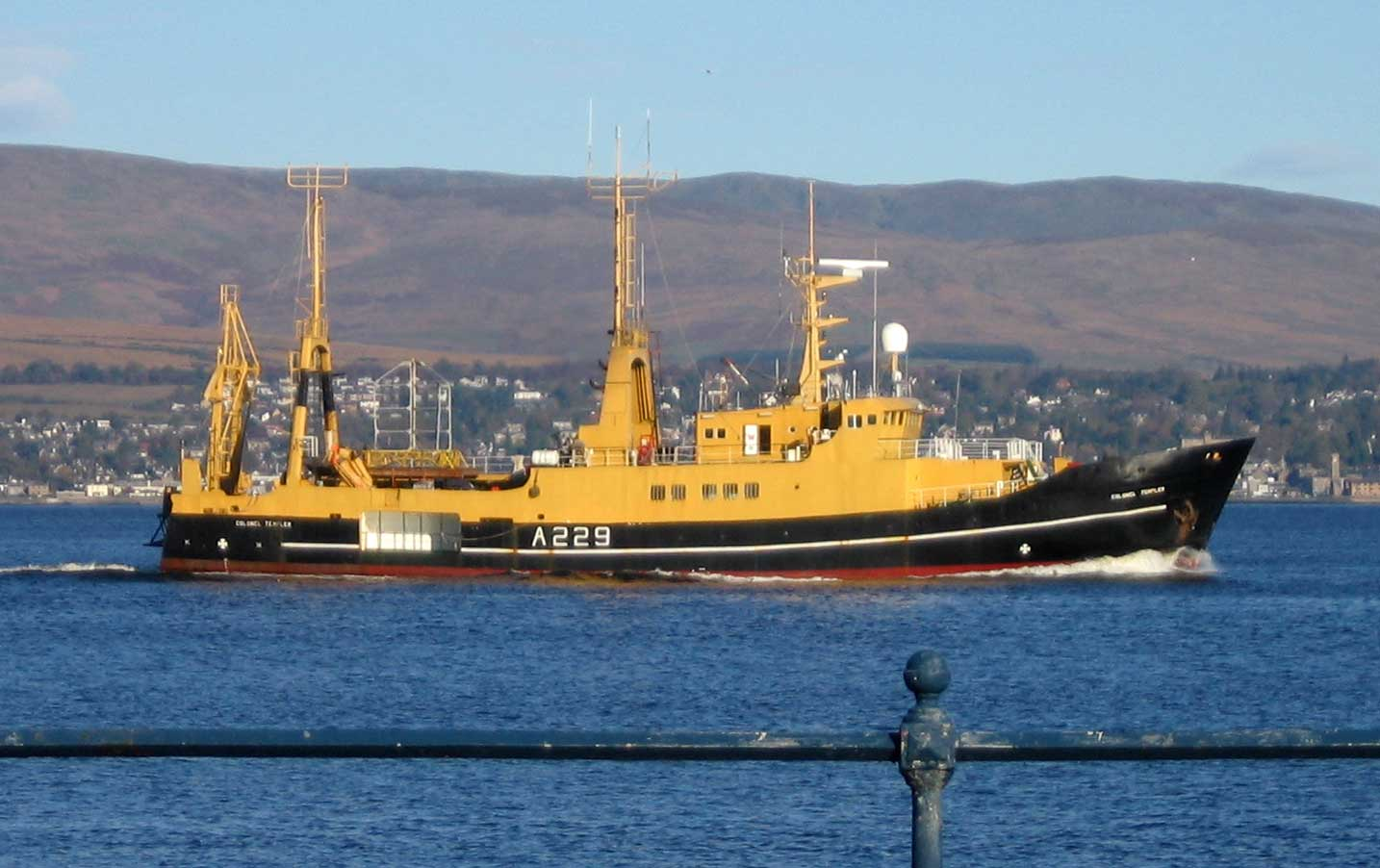
La nave da ricerca Colonel Templer (A229) mentre oltrepassa Greenock sul Firth of Clyde.

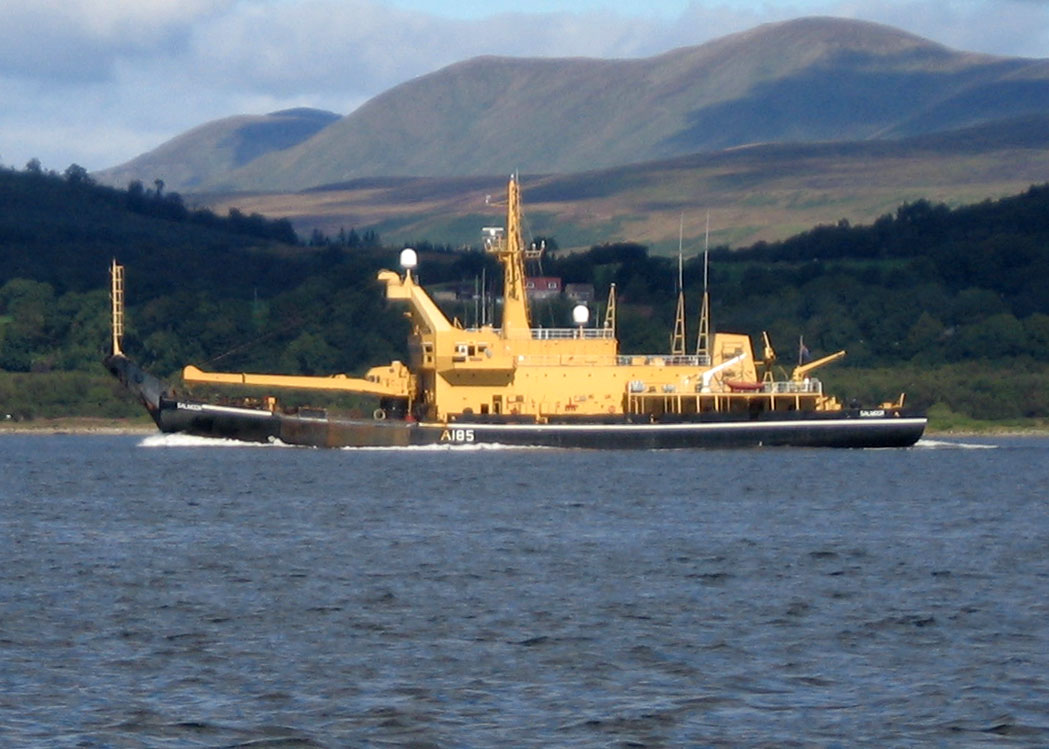
La gru galleggiante Salmoor (A185) mentre oltrepassa Gourock sul Firth of Clyde.

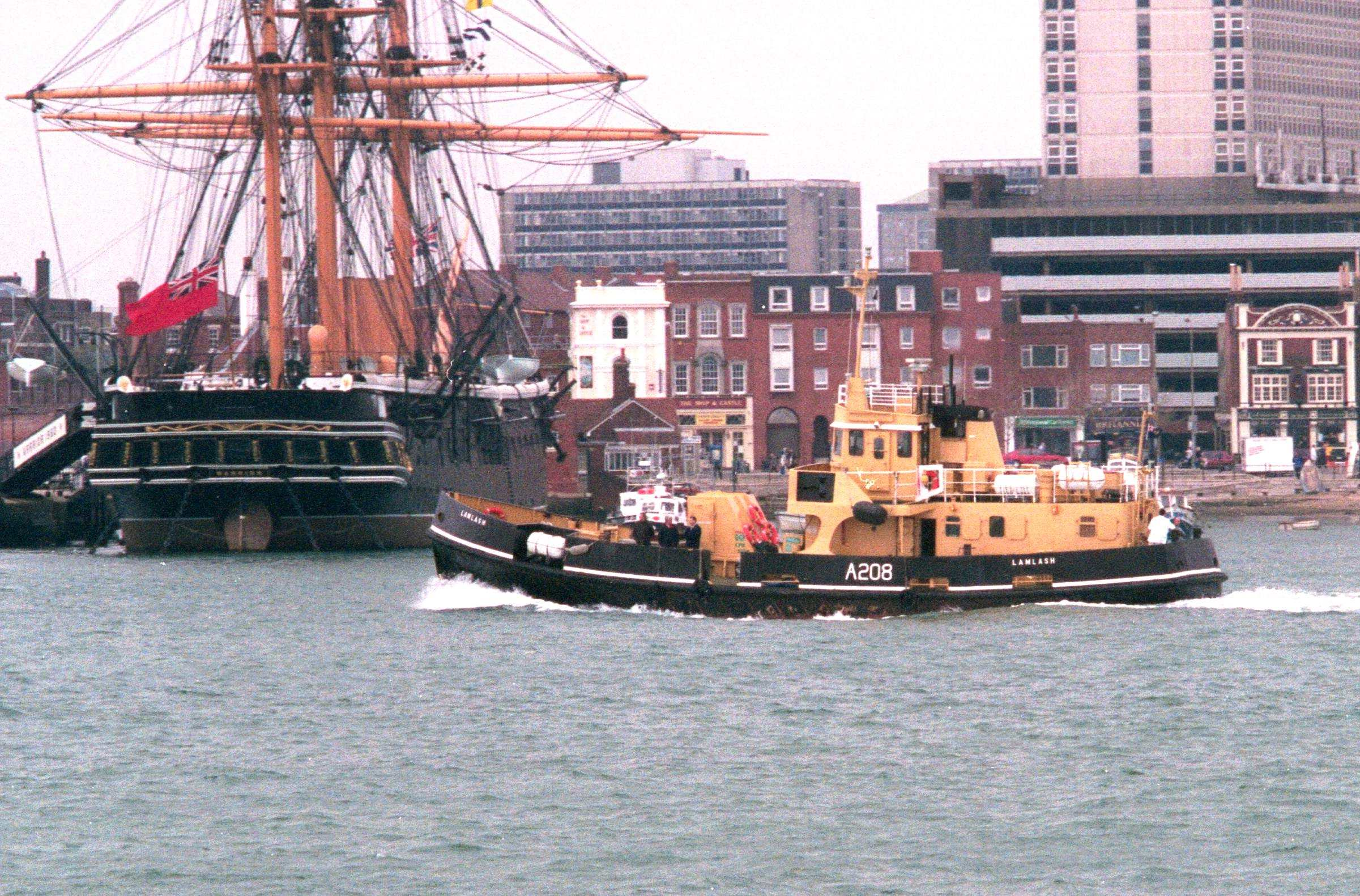
La nave appoggio Lamlash (A208) mentre oltrepassa la HMS Warrior a Portsmouth, 30 aprile 2000.

Le unità della RMAS sono contrassegnate dal ship prefix RMAS ed il pennant number A (Auxiliary) o Y (Yard) e sono riconoscibili dalla colorazione dei loro scafi, nero con bordatura bianca ed opera morta in camoscio.

### Navi da ricerca

#### Posacavi / Navi da ricerca
- RMAS Newton (A367)

#### Navi da ricerche acustiche / supporto ai sommozzatori
- RMAS Colonel Templer (A229)

### Trasporto munizioni
- RMAS Kinterbury (A378)

### Gru galleggianti

#### Classe Sal
- RMAS Salmoor (A185)
- RMAS Salmaid (A187)

#### Classe Moor
- RMAS Moorhen (Y32)
- RMAS Moorfowl (Y33)
- RMAS Cameron (A72)

### Recupero siluri

#### Classe Tornado
- RMAS Tornado (A140)
- RMAS Tormentor (A142)

#### Classe Torrent
- RMAS Torrent (A127)

### Rimorchiatori

#### Rimorchiatori da accosto ai moli sottomarini classe Impulse
- RMAS Impulse (A344)
- RMAS Impetus (A335)

#### Rimorchiatori traenti classe Adept
- RMAS Adept (A224)
- RMAS Bustler (A225)
- RMAS Capable (A226)
- RMAS Careful (A227)
- RMAS Forceful (A221)
- RMAS Nimble (A222)
- RMAS Powerful (A223)
- RMAS Faithful (A228)
- RMAS Dexterous (A231)

### Appoggio

#### Appoggio Moorings / Range
- RMAS Warden (A368)

#### Appoggio veloce alla flotta / trasporto VIP
- RMAS Adamant (A232)

#### Appoggio alla flotta da 79 ft (24.1 m)

##### Classe Aberdovey
- RMAS Aberdovey (Y10)
- RMAS Abinger (Y11)
- RMAS Alness (Y12)
- RMAS Alnmouth (Y13)
- RMAS Appleby (A383)
- RMAS Ashcott (Y16)
- RMAS Beaulieu (A99)
- RMAS Beddgelert (A100)
- RMAS Bembridge (A101)
- RMAS Bibury (A103)
- RMAS Blakeney (A104)
- RMAS Brodick (A105)
- RMAS Cartmel (A350)
- RMAS Cawsand (A351)

##### Classe Clovelly
- RMAS Clovelly (A389)
- RMAS Criccieth (A391)
- RMAS Cricklade (A381)
- RMAS Cromarty (A488)
- RMAS Denmead (A363)
- RMAS Dornoch (A490)
- RMAS Dunster (A393)
- RMAS Elkstone (A353)
- RMAS Elsing (A277)
- RMAS Epworth (A355)
- RMAS Ettrick (A274)
- RMAS Felsted (A348)
- RMAS Fintry (A394)
- RMAS Fotherby (A341)
- RMAS Froxfield (A354)
- RMAS Fulbeck (A365)
- RMAS Glencoe (A392)
- RMAS Grasmere (A402)
- RMAS Hambledon (A1769)
- RMAS Harlech (A1768)
- RMAS Headcorn (A1766)
- RMAS Hever (A1767)
- RMAS Holmwood (A1772)
- RMAS Horning (A1773)
- RMAS Lamlash (A208)
- RMAS Lechlade (A211)
- RMAS Llandovery (A207)
- RMAS Lydford (A251/A510)
- RMAS Meon (A87)
- RMAS Milford (A91)
- RMAS Melton (A83)
- RMAS Menai (A84)